# کوین رندلمن
کوین رندلمن (انگلیسی: Kevin Randleman; ۱۰ اوت ۱۹۷۱ – ۱۱ فوریهٔ ۲۰۱۶) بازیگر، کشتی‌گیر کشتی حرفه‌ای، ورزشکار هنرهای رزمی ترکیبی و کشتی‌گیر اهل ایالات متحده آمریکا بود.